# Euglossa nigrosignata
Euglossa nigrosignata är en biart som beskrevs av Jesus Santiago Moure 1969. Euglossa nigrosignata ingår i släktet Euglossa, tribus orkidébin, och familjen långtungebin. Inga underarter finns listade.